# Moaka
Moaka est une localité située dans le département de Bilanga de la province de la Gnagna dans la région Est au Burkina Faso.

## Géographie
Moaka se trouve à 30 km au sud de Bilanga et de la route nationale 18 ainsi qu'à 16 km au nord de Gounghin et de la route nationale 4.

## Santé et éducation
Moaka accueille un centre de santé et de promotion sociale (CSPS).
Le village possède deux écoles primaires publiques (dans le bourg et dans le quartier de Bimtenga).